# تروي فرازير
تروي فرازير (بالإنجليزية: Troy Fraser)‏ هو سياسي أمريكي، ولد في 10 أغسطس 1949 في أبيلين في الولايات المتحدة. حزبياً، نشط في الحزب الجمهوري. وقد انتخب عضو مجلس نواب تكساس وانتخب عضو مجلس ولاية تكساس.